# 高原舌唇兰
高原舌唇兰（学名：Platanthera exelliana）为兰科舌唇兰属下的一个种。

## 扩展阅读
- 維基物種上的相關：高原舌唇兰